# Chuyến bay 521 của Emirates
Chuyến bay 521 của Emirates là một chuyến bay quốc tế từ Thiruvananthapuram, Ấn Độ, tới Dubai, Các Tiểu vương quốc Ả Rập Thống nhất, bằng máy bay Boeing 777-300, số đăng ký A6-EMW, chở theo 282 hành khách và 18 thành viên phi hành đoàn. Vào khoảng 12 giờ 45 phút (GMT+4) ngày 3 tháng 8 năm 2016, máy bay đã va chạm với đường băng khi đang hạ cánh tại Sân bay quốc tế Dubai.

## Máy bay và Phi hành đoàn
Chiếc máy bay được sử dụng là một chiếc Boeing 777-300, được giao cho hãng từ tháng 3 năm 2003. Nó mới được vận hành bởi một hãng hàng không duy nhất là Emirates. Chiếc máy bay có hai động cơ Rolls-Royce Trent 800, đã có lịch sử hơn 57,000 giờ bay, trong hơn 13,000 chuyến bay trước vụ tai nạn. Trên máy bay có một phi công quan sát, và trước khi bay họ có 29 tiếng nghỉ ngơi.

## Liên quan
- Chuyến bay 16 của LOT Polish Airlines